# 贝卡什
贝卡什，是匈牙利维斯普雷姆州帕波区所辖的一个村，总面积6.52平方公里，总人口225，人口密度34.5人/平方公里（2010年1月1日）。该村于1367年首次以“Becas”被提及。